# هارييت بيرتون ليدلو
هارييت رايت ليدلو (كنيتها قبل الزواج بيرتون؛ 16 ديسمبر 1873- 25 يناير 1949) هي مصلحة اجتماعية أمريكية وناشطة في حق النساء بالتصويت. قامت بحملة لدعم التعديل التاسع عشر وتأسيس الأمم المتحدة، وكانت أول مديرة لشركة ستاندرد آند بورز.

## النشأة والتعليم
ولدت هارييت رايت بيرتون في ألباني، نيويورك، في 16 ديسمبر 1873، لوالديها جورج ديفيدسون بيرتون، أمين الصندوق في البنك، وأليس دافنبورت رايت. بعد وفاة والدها عندما كانت في السادسة من عمرها، أخذتها والدتها مع شقيقيها الأصغر كي يعيشوا مع والديها. عملت مراسلة في المؤتمر الدستوري لولاية نيويورك لعام 1894، الذي عقد في ألباني.
التحقت بيرتون بمدرسة ألباني الثانوية، ثم انتقلت إلى كلية ولاية نيويورك العادية (حاليًا الجامعة في ألباني، جامعة ولاية نيويورك) حيث حصلت على درجة البكالوريوس في علم أصول التدريس في عام 1895 وماجستير في عام 1896. ذهبت بيرتون إلى إلينوي وحصلت على درجة الدكتوراه من جامعة إلينوي ويسليان في عام 1898 قبل أن تعود إلى نيويورك للالتحاق بكلية بارنارد، حيث حصلت على درجة البكالوريوس في عام 1902. أخذت دورات صيفية في جامعة هارفارد عام 1900، وجامعة شيكاغو عام 1901، وجامعة أكسفورد عام 1903.
سعت أثناء عملها كمدرسة للغة الإنجليزية في نظام المدارس الثانوية العامة في نيويورك، للحصول على درجة الدكتوراه من جامعة كولومبيا، لكنها توقفت عن كليهما بعد زواجها في عام 1905. حصلت على درجة الدكتوراه الفخرية من كلية رولينز في عام 1930.

## عائلتها وحياتها الشخصية
تزوجت بيرتون من جيمس ليس ليدلو، وهو شريك في شركة الوساطة ليدلو وشركاه ومدافع قوي عن حقوق المرأة، في 25 أكتوبر 1905. أنجبا ابنة هي لويز بيرتون ليدلو، في عام 1906.
توفي جيمس متأثرًا بمرض باركنسون في عام 1932، وتم بعد ذلك تسمية هارييت العضوة الأنثى الوحيدة في مجلس إدارة ستاندرد آند بورز. توفيت هارييت في مدينة نيويورك بعد مرض قصير في 25 يناير 1949، عن عمر يناهز 75 عامًا. كانت تعيش في وقت وفاتها في مانهاتن في جادة 920 الخامسة، وكان لديها منزل لقضاء العطلات في ساندز بوينت، لونغ آيلاند.

## النشاط
ألقت ليدلو أول خطاب لها لدعم حق المرأة في التصويت أمام جمهور من الأصدقاء والأقارب، في سن العشرين. أصبحت أمينة سر رابطة حق التساوي بالتصويت في الكلية في عام 1908 ورئيسة بلدية مانهاتن بالنيابة لحزب حق المرأة في التصويت في عام 1911. طلبت منها مؤسسة الحزب، كاري تشابمان كات، أن تشغل المنصب الأخير بشكل دائم، وشغلته منذ عام 1912 حتى عام 1916.
بالإضافة إلى عملها في دعم حق المرأة في التصويت، كانت ليدلو صليبية ضد العبودية البيضاء والدعارة القسرية لكل من النساء البيض والصينيات في نيويورك، وكانت من مؤيدي قانون مان لعام 1910. في عام 1912، في أعقاب هجوم عنيف على الناشطة المناهضة للدعارة روز ليفينغستون، ساعدت ليدلو وزوجها في حشد الرأي العام ضد التقاعس الملحوظ للعمدة وليام جاي غاينور بأن يأمر بزيادة حماية الشرطة للناشطين في الحي الصيني في نيويورك.
في 9 نوفمبر 1912، شغلت منصب رئيسة موكب المشاعل في الجادة الخامسة الذي جذب ما يقدر بنحو 400-500 ألف مراقب، وهو حدث عزز مكانتها كقائدة لحركة حق التصويت. كتبت العديد من المقالات والأعمدة، وتحدثت في التجمعات العامة، وسافرت في جميع أنحاء البلاد، بما في ذلك رحلة عبر غرب الولايات المتحدة في عام 1913 للمساعدة في تنظيم النشطاء.
تحدثت ليدلو ضد فكرة وجود مجالات منفصلة للرجال والنساء فيما يتعلق بالحياة العامة، وكتبت في عام 1912 أنه «بقدر ما تتساوى النساء مع الرجال، يجب أن يتمتعن بنفس الحقوق؛ بقدر ما هم مختلفون، فإنهم يجب أن يمثلوا أنفسهم». في عام 1914، نشرت أهم كتاباتها، وهو كتيب بعنوان التنظيم للفوز من خلال خطة المنطقة السياسية، الذي أعطى النشطاء تعليمات خطوة بخطوة حول كيفية جمع التبرعات ولفت انتباه قادتهم السياسيين المحليين لمواصلة الضغط المستمر لدعم حق التصويت.
أصبحت ليدلو مديرة الرابطة الوطنية الأمريكية لحق المرأة في التصويت (ناوسا) في عام 1917، وكانت من بين مجموعة من كبار المناصرين لحق المرأة في التصويت الذين التقوا بالرئيس السابق ثيودور روزفلت لإقناعه بتقديم الدعم لقضيتهم. في وقت لاحق من ذلك العام، تم إقرار تعديل على دستور نيويورك يمنح المرأة حق التصويت.
بعد التصديق على التعديل التاسع عشر، تحول اهتمام ليدلو إلى العلاقات الدولية، وشجعت على دخول الولايات المتحدة إلى عصبة الأمم وكذلك تأسيس الأمم المتحدة. كانت مؤيدة قوية للمنع (منع الكحوليات) وكانت عضوًا في جمعية المنع لولاية نيويورك.